# Barrie
Barrie város Ontario tartomány déli részén, Kanadában, Torontótól 90 kilométernyire északra a Simcoe-tó partján. Simcoe megyében található és az északi részén fekszik a Nagy Aranypatkó nevű agglomerációnak, amely Kanada népességének 26%-át tömöríti. E terület igen sűrűn lakott és fejlett iparvidék. 
A 2011-es népszámlálási adatok szerint a város lakossága 135 711 fő volt, amely alapján a 34. legnagyobb város Kanadában. A város 2011-es népességi adatait később felülvizsgálták és megállapították, hogy a tényleges adat 136 063 fő. Barrie város vonzáskörzetében 187 013 fő élt, amely alapján a 21. legnagyobb város és az egyik legdinamikusabban gyarapodó népességszámmal büszkélkedhet.

## Történelme
Kezdetben csak néhány raktár és pár lakóépület állt a Nine Mile Portage lábánál a Kempenfelt-öböltől egészen Fort Willowig. A Nine Mile Portage egy igen fontos kereskedelmi útvonal volt a helyi őslakosok számára, amelyen az európaiak Simcoe megyébe való érkezése előtt évszázadokon át folyt az áruszállítás. Ez az útvonal összekötötte a Kempenfeld-öblöt Willow Creeken keresztül a Simcoe-tótól a Nottawasaga-folyóig, amely a Georgian-öbölnél a Huron-tóba ömlik. Barrie igen fontos szerepet töltött be az 1812-es háborúban. A háború alatt a város a brit csapatok egyik fő utánpótlási támaszpontja volt, hozzátéve, hogy a Nine Mile Portage útvonalat a britek használatba vették, mint fő támogatási útvonalat, amely stratégiai szerepet játszott a kommunikáció, a csapatok és az eszközök utánpótlásának megoldása szempontjából Fort Willowtól a Huron-tóig bezárólag. Napjainkban a Nine Mile Portage útvonalát útjelzések jelölik Springwater városrészben. Végig lehet követni a látványos útvonalat a Memorial Squaretől egészen Fort Willowig. 
A város 1833-ban kapta nevét Sir Robert Barrieről, aki a kanadai haditengerészeti erőkért volt felelős és gyakran vezényelte csapatait a városon keresztül a Nine Mile Portage útvonalon át. 
Barrie képezi a végállomását a földalatti vasúthálózatnak. A 19. század közepén ezen vasútvonal biztosította az amerikai rabszolgák számára azt a titkos útvonalat, amelyen át elérhették Barriet és környékét. Ez hozzájárult a közeli Shanty Bay fejlődéséhez. 
A második világháború idején Királyi Kanadai Haditengerészet Flower osztályú korvettje a HMCS Barrie a város után kapta nevét. 
1977. szeptember 7-én egy magánrepülőgép a rossz látási viszonyok miatt 150 méteres magasságba ereszkedett és a sűrű köd miatt nekicsapódott a 300 méter magas CKVR-TV toronynak, melynek következtében öt ember életét vesztette és a tornyot, valamint az antennát súlyosan megrongálta. Az új, szintén 300 méter magas tornyot 1978-ban adták át. 
1985. május 31-én egy négyes erősségű tornádó csapott le a városra. Ez volt az egyik leghevesebb és legpusztítóbb tornádók egyike Kanadában. 
2004 januárjában a város bekerült a nemzetközi hírekbe, miután a kanadai rendőrség razziát tartott a Molson sörgyárban, amely Kanada egyik legnagyobb illegális marihuána ültetvényének bizonyult. 
A 2005. július 2-án tartott Live8 koncertsorozat egyik helyszíne volt a város Park Place nevű köztéri parkja. A koncertek sikerei arra buzdították a helyieket, hogy a kereskedelmi negyedben található parkot rendezvények helyszíneként használják. 
A Royal Thai étteremben 2007. december 6-án este 11 óra 20 perckor történt egy robbanás. Az étterem a város egyik jelképének számító Wellington hotelben található, amely a történelmi Five Points kereszteződésben van. A gyorsan terjedő tűz hamarosan a szomszédos épületekre is átterjedt. A helyi tűzoltók és a megyéből érkező erősítések nagyfokú erőfeszítéseinek köszönhetően a lángokat sikerült megfékezniük másnap reggelre.  A hivatalos szervek számításai alapján az anyagi kár több millió dolláros volt. A több, mint 100 éves Wellington hotel épülete összeomlott. 2008. február 17-én két embert vettek őrizetbe a tűzesettel kapcsolatban, miután a tűzvizsgálók megállapították, hogy gyújtogatás okozta a tűzvészt.

## Földrajza
Barrie Ontario tartomány déli részének közepén fekszik, mintegy kilencven kilométernyire északra Torontótól a Nagy Aranypatkó várostömörülésben. A várost a 11-es, a 26-os és a 400-as főútvonalon lehet megközelíteni és a 401-es és 407-es fizetős autópályák felé is van közúti csatlakozása. A 400-as autóúton haladva a Torontóban lévő Pearson nemzetközi repülőtér mintegy egy órányira van a várostól. 
Barrie történelmi belvárosa a Kempenfeld-öböl nyugati partján fekszik. A város központjában a felszín igencsak sík vidék. A város északi és déli része felé közeledve azonban a felszín kitüremkedései megemelkednek. A városban egyetlen nagyobb folyó sincsen a város határain belül, viszont számos kisebb patak folyik át a város területén. 

## A város népességének növekedése
Barrie városának népességnövekedése az egyik legdinamikusabb Kanadán belül. 
A 2011-es népszámlálás adatai alapján a városnak és vonzáskörzetének 187 013 lakosa van, amelyből 135 711 fő él a város határain belül. A város népszámlálási adatait később módosították 136 063 főre. A kedvező demográfiai mutatók a város népességében igen nagy arányt képviselő fiatalabb korosztályok, illetve a város iparának munkaerőfelszívó képessége. A magas népességnövekedés miatt a város kiterjedése egyre inkább magába olvasztja a közeli Innisfil települést. A növekedést figyelembe véve a helyi törvényhozás lehetővé tette, hogy 9,28 négyzetkilométernyi terület összeolvadhasson Barrie városával Innisfill település területéből 2010. január 1-jével. Ez teszi lehetővé jelenleg a város népességének növekedését. 

## Éghajlata
Akárcsak Ontario déli felének többi részén, Barrie városában nedves kontinentális éghajlat a jellemző forró és nedves nyarakkal és hideg telekkel. Késő tavasszal és a nyári hónapokban heves zivatarok szoktak kialakulni a vidéken a Nagy-Tavak közelségének köszönhetően. Télen ugyancsak a Nagy-Tavak közelsége az, amely enyhíti a hőmérséklet értékeit, viszont éppen ezért szoktak komoly hóviharok kialakulni ilyenkor. Telente átlagosan 238 centiméternyi hómennyiség hullik le, melynek közel fele az úgy nevezett "tó-hatás"nak köszönhető. 

## Fordítás
- Ez a szócikk részben vagy egészben  a   Barrie című angol Wikipédia-szócikk ezen változatának fordításán alapul.  Az eredeti cikk szerkesztőit annak laptörténete sorolja fel. Ez a jelzés csupán a megfogalmazás eredetét és a szerzői jogokat jelzi, nem szolgál a cikkben szereplő információk forrásmegjelöléseként.